# Општина Танканхуиц (Сан Луис Потоси)
Танканхуиц (шп. Tancanhuitz) општина је у Мексику у савезној држави Сан Луис Потоси. Општина се налази на надморској висини од 218 м.

## Становништво
Према подацима из 2010. у општини је живело 21039 становника.

### Хронологија
| Година       | 2000                | 2005                  | 2010                  |
| ------------ | ------------------- | --------------------- | --------------------- |
| Становништво | 19904 (9934 / 9970) | 20495 (10180 / 10315) | 21039 (10406 / 10633) |

### Попис
| \| \| м \| \| \| ж \| \| 0—2 \| 599 \| \| \| 596 \| \| 3—5 \| 675 \| \| \| 681 \| \| 6—11 \| 1.520 \| \| \| 1.518 \| \| 12—14 \| 777 \| \| \| 764 \| \| 15—17 \| 746 \| \| \| 793 \| \| 18—24 \| 1.230 \| \| \| 1.191 \| \| 60+ \| 1.176 \| \| \| 1.215 \| \| Просек : \| 27,8 \| \| \| 28,2 \| |       |  |  |       |
| |       |  |  |       |
| | м     |  |  | ж     |
| 0—2 | 599   |  |  | 596   |
| 3—5 | 675   |  |  | 681   |
| 6—11 | 1.520 |  |  | 1.518 |
| 12—14 | 777   |  |  | 764   |
| 15—17 | 746   |  |  | 793   |
| 18—24 | 1.230 |  |  | 1.191 |
| 60+ | 1.176 |  |  | 1.215 |
| Просек : | 27,8  |  |  | 28,2  |

| #   | Индикатор                                                                                        | Вредност |
| --- | ------------------------------------------------------------------------------------------------ | -------- |
| 1   | Становништво од 0 до 2 године                                                                    | 1195     |
| 2   | Мушко становништво од 0 до 2 године                                                              | 599      |
| 3   | Женско становништво од 0 до 2 године                                                             | 596      |
| 4   | Становништво са 3 и више година                                                                  | 19832    |
| 5   | Мушко становништво са 3 и више година                                                            | 9801     |
| 6   | Женско становништво са 3 и више година                                                           | 10031    |
| 7   | Становништво са 5 и више година                                                                  | 18943    |
| 8   | Мушко становништво са 5 и више година                                                            | 9355     |
| 9   | Женско становништво са 5 и више година                                                           | 9588     |
| 10  | Становништво са 12 и више година                                                                 | 15438    |
| 11  | Мушко становништво са 12 и више година                                                           | 7606     |
| 12  | Женско становништво са 12 и више година                                                          | 7832     |
| 13  | Становништво са 15 и више година                                                                 | 13897    |
| 14  | Мушко становништво са 15 и више година                                                           | 6829     |
| 15  | Женско становништво са 15 и више година                                                          | 7068     |
| 16  | Становништво са 18 и више година                                                                 | 12358    |
| 17  | Мушко становништво са 18 и више година                                                           | 6083     |
| 18  | Женско становништво са 18 и више година                                                          | 6275     |
| 19  | Становништво од 3 до 5 година                                                                    | 1356     |
| 20  | Мушко становништво од 3 до 5 година                                                              | 675      |
| 21  | Женско становништво од 3 до 5 година                                                             | 681      |
| 22  | Становништво од 6 до 11 година                                                                   | 3038     |
| 23  | Мушко становништво од 6 до 11 година                                                             | 1520     |
| 24  | Женско становништво од 6 до 11 година                                                            | 1518     |
| 25  | Становништво од 8 до 14 година                                                                   | 3629     |
| 26  | Мушко становништво од 8 до 14 година                                                             | 1818     |
| 27  | Женско становништво од 8 до 14 година                                                            | 1811     |
| 28  | Становништво од 12 до 14 година                                                                  | 1541     |
| 29  | Мушко становништво од 12 до 14 година                                                            | 777      |
| 30  | Женско становништво од 12 до 14 година                                                           | 764      |
| 31  | Становништво од 15 до 17 година                                                                  | 1539     |
| 32  | Мушко становништво од 15 до 17 година                                                            | 746      |
| 33  | Женско становништво од 15 до 17 година                                                           | 793      |
| 34  | Становништво од 18 до 24 године                                                                  | 2421     |
| 35  | Мушко становништво од 18 до 24 године                                                            | 1230     |
| 36  | Женско становништво од 18 до 24 године                                                           | 1191     |
| 37  | Женско становништво од 15 до 49 година                                                           | 5069     |
| 38  | Становништво са 60 и више година                                                                 | 2391     |
| 39  | Мушко становништво са 60 и више година                                                           | 1176     |
| 40  | Женско становништво са 60 и више година                                                          | 1215     |
| 41  | Однос између мушкараца и жена                                                                    | 97.87    |
| 42  | Становништво од нуле до 14 година                                                                | 7130     |
| 43  | Становништво од 15 до 64 године                                                                  | 12163    |
| 44  | Становништво од 65 година и више                                                                 | 1734     |
| 45  | Просечан број деце                                                                               | 2.88     |
| 46  | Становништво рођено у ентитету                                                                   | 20220    |
| 47  | Мушко становништво рођено у ентитету                                                             | 10020    |
| 48  | Женско становништво рођено у ентитету                                                            | 10200    |
| 49  | Становништво рођено у другом ентитету                                                            | 725      |
| 50  | Мушко становништво рођено у другом ентитету                                                      | 339      |
| 51  | Женско становништво рођено у другом ентитету                                                     | 386      |
| 52  | Становништво од 5 година и више резидентно у ентитету у јуну 2005. године                        | 18530    |
| 53  | Мушко становништво старосног доба од 5 година и више, резидентно у ентитету у јуну 2005. године  | 9129     |
| 54  | Женско становништво старосног доба од 5 и више година, резидентно у ентитету у јуну 2005. године | 9401     |
| 55  | Становништво од 5 година и више које је живело у другом ентитету у јуну 2005. године             | 339      |
| 56  | Мушко становништво старије од 5 година које је живело у другом ентитету у јуну 2005. године      | 183      |
| 57  | Женско становништво старије од 5 година које је живело у другом ентитету у јуну 2005. године     | 156      |
| 58  | Становништво од 3 године и више које говори аутохтони језик                                      | 13635    |
| 59  | Мушко становништво старо 3 године и више које говори аутохтони језик                             | 6754     |
| 60  | Женско становништво старо 3 године и више које говори аутохтони језик                            | 6881     |
| 61  | Становништво од 3 године и више које говори аутохтони језик и не говори шпански језик            | 1091     |
| 62  | Мушко становништво старо 3 године и више које говори аутохтони језик и не говори шпански         | 409      |
| 63  | Женско становништво старо 3 године и више које говори аутохтони језик и не говори шпански језик  | 682      |
| 64  | Становништво старо 3 године и више које говори аутохтони језик и шпански                         | 12467    |
| 65  | Мушко становништво старо 3 године и више које говори аутохтони језик и шпански                   | 6308     |
| 66  | Женско становништво старо 3 године и више које говори аутохтони језик и шпански                  | 6159     |
| 67  | Становништво од 5 година и више које говори аутохтони језик                                      | 13131    |
| 68  | Становништво од 5 година и више које говори аутохтони језик и не говори шпански језик            | 902      |
| 69  | Становништво од 5 година и више које говори аутохтони језик и говори шпански језик               | 12155    |
| 70  | Становништво у домородачким домаћинствима                                                        | 16980    |
| 71  | Становништво са ограничењима у активностима                                                      | 871      |
| 72  | Становништво са ограниченим ходањем или кретањем, горе или доле                                  | 390      |
| 73  | Становници са ограничењима вида, чак и уз кориштење сочива                                       | 283      |
| 74  | Становништво са ограничењима говора, комуникације или конверзације                               | 128      |
| 75  | Становништво са ограниченим слухом                                                               | 188      |
| 76  | Становништво са ограничењима при одевању, купању или јелу                                        | 51       |
| 77  | Становништво са ограничењима у опажању или учењу једноставних ствари                             | 62       |
| 78  | Становништво са менталним ограничењима                                                           | 63       |
| 79  | Становништво без ограничења активности                                                           | 20032    |
| 80  | Становништво од 3 до 5 година које не похађа школу                                               | 369      |
| 81  | Мушко становништво од 3 до 5 година које не похађа школу                                         | 203      |
| 82  | Женско становништво од 3 до 5 година које не похађа школу                                        | 166      |
| 83  | Становништво од 6 до 11 година које не похађа школу                                              | 39       |
| 84  | Мушко становништво од 6 до 11 година које не похађа школу                                        | 23       |
| 85  | Женско становништво од 6 до 11 година које не похађа школу                                       | 16       |
| 86  | Становништво од 12 до 14 година које не похађа школу                                             | 83       |
| 87  | Мушко становништво од 12 до 14 година које не похађа школу                                       | 41       |
| 88  | Женско становништво од 12 до 14 година које не похађа школу                                      | 42       |
| 89  | Становништво од 15 до 17 година похађа школу                                                     | 1212     |
| 90  | Мушко становништво од 15 до 17 година похађа школу                                               | 582      |
| 91  | Женско становништво између 15 и 17 година живота у школи                                         | 630      |
| 92  | Становништво од 18 до 24 године похађа школу                                                     | 691      |
| 93  | Мушко становништво од 18 до 24 године похађа школу                                               | 349      |
| 94  | Женско становништво од 18 до 24 године похађа школу                                              | 342      |
| 95  | Становништво од 8 до 14 година које не може да чита и пише                                       | 194      |
| 96  | Мушко становништво старосног доба од 8 до 14 година које не може да чита и пише                  | 111      |
| 97  | Женско становништво старосног доби од 8 до 14 година које не може да чита и пише                 | 83       |
| 98  | Становништво од 15 година и више које је неписмено                                               | 2027     |
| 99  | Мушко становништво од 15 година и више које је неписмено                                         | 750      |
| 100 | Женско становништво од 15 година и више које је неписмено                                        | 1277     |
| 101 | Становништво старо 15 и више година без школовања                                                | 1326     |
| 102 | Мушко становништво старо 15 и више година без школовања                                          | 471      |
| 103 | Женско становништво старо 15 и више година без школовања                                         | 855      |
| 104 | Становништво старосног доба 15 и више година са непотпуним основним образовањем                  | 3232     |
| 105 | Мушко становништво старосног доба од 15 година и више са непотпуном основним образовањем         | 1637     |
| 106 | Женско становништво старосног доба 15 и више година са непотпуном основним образовањем           | 1595     |
| 107 | Становништво старо 15 и више година са комплетним основним образовањем                           | 2318     |
| 108 | Мушко становништво старо 15 година и више са комплетним основним образовањем                     | 1135     |
| 109 | Женско становништво старо 15 и више година са комплетним основним образовањем                    | 1183     |
| 110 | Становништво старосног доба 15 и више година са непотпуним средњим образовањем                   | 704      |
| 111 | Мушко становништво старосног доба од 15 година и више са непотпуним средњим образовањем          | 360      |
| 112 | Женско становништво старосног доба од 15 година и више са непотпуним средњим образовањем         | 344      |
| 113 | Становништво старо 15 и више година са пуним секундарном образовањем                             | 2712     |
| 114 | Мушко становништво старосног доба од 15 година и више са пуним секундарном образовањем           | 1460     |
| 115 | Женско становништво старосног доба од 15 година и више са пуним секундарном образовањем          | 1252     |
| 116 | Становништво старије од 18 година са постосновним образовањем                                    | 2994     |
| 117 | Мушко становништво старије од 18 година са постосновним образовањем                              | 1499     |
| 118 | Женско становништво старије од 18 година са постосновним образовањем                             | 1495     |
| 119 | Просечна оцена школовања                                                                         | 7.07     |
| 120 | Просечан ниво образовања мушке популације                                                        | 7.28     |
| 121 | Просечан ниво образовања женског становништва                                                    | 6.87     |
| 122 | Економски активно становништво                                                                   | 6878     |
| 123 | Економски активна мушка популација                                                               | 5412     |
| 124 | Економски активна женска популација                                                              | 1466     |
| 125 | Становништво које није економски активно                                                         | 8484     |
| 126 | Мушко становништво које није економски активно                                                   | 2152     |
| 127 | Женско становништво које није економски активно                                                  | 6332     |
| 128 | Запослено становништво                                                                           | 6718     |
| 129 | Запослено мушко становништво                                                                     | 5269     |
| 130 | Запослено женско становништво                                                                    | 1449     |
| 131 | Незапослена популација                                                                           | 160      |
| 132 | Незапослена мушка популација                                                                     | 143      |
| 133 | Незапослена женска популација                                                                    | 17       |
| 134 | Становништво без права на здравствене услуге                                                     | 10279    |
| 135 | Становништво које има право на здравствене услуге                                                | 10601    |
| 136 | Становништво које има право на ИМСС                                                              | 2588     |
| 137 | Становништво које има право на социјално осигурање                                               | 1418     |
| 138 | Становништво које има право на државно социјално осигурање                                       | 10       |
| 139 | Становништво које има право на опште осигурање или здравствено осигурање за нову генерацију      | 6560     |
| 140 | Становништво које је било једном или није било у браку током 12 година и више                    | 6017     |
| 141 | Венчано или уједињено становништво од 12 година и више                                           | 8177     |
| 142 | Становништво које је било у браку или уједињено 12 година и више                                 | 1229     |
| 143 | Становништво са католичком религијом                                                             | 18356    |
| 144 | Протестанти, еванђелисти и библијски следбеници различити од еванђелиста                         | 2115     |
| 145 | Становништво са другим религијама различитим од претходних                                       | 2        |
| 146 | Становништво без религије                                                                        | 452      |
| 147 | Укупно пописаних домаћинства                                                                     | 4673     |
| 148 | Пописна домаћинства на челу са мушкарцима                                                        | 3848     |
| 149 | Пописна домаћинства на челу са женама                                                            | 825      |
| 150 | Становништво у пописним домаћинствима                                                            | 20809    |
| 151 | Становништво у пописним домаћинствима на челу са мушкарцима                                      | 17972    |
| 152 | Становништво у пописним домаћинствима на челу са женама                                          | 2837     |
| 153 | Укупно домаћинстава                                                                              | 5177     |
| 154 | Укупно насељених домаћинстава                                                                    | 4678     |
| 155 | Укупно приватних кућа                                                                            | 5172     |
| 156 | Насељени приватни домови                                                                         | 4673     |
| 157 | Укупно насељених приватних кућа                                                                  | 4676     |
| 158 | Ненасељене приватне куће                                                                         | 335      |
| 159 | Појединачна домаћинства за привремену употребу                                                   | 164      |
| 160 | Становници у насељеним приватним кућама                                                          | 20809    |
| 161 | Насељеност станара у приватним становима                                                         | 4.45     |
| 162 | Просечно становника по соби у приватним насељеним домаћинствима                                  | 1.54     |
| 163 | Појединачна домаћинства са подовима од различитих материјала од земље                            | 3484     |
| 164 | Појединачна домаћинства у приземљу                                                               | 1166     |
| 165 | Појединачна домаћинства са једном спаваћом собом                                                 | 2154     |
| 166 | Појединачна домаћинства са две спаваће собе и више                                               | 2504     |
| 167 | Појединачна домаћинства са једним собом                                                          | 552      |
| 168 | Појединачна домаћинства са две собе                                                              | 1456     |
| 169 | Појединачна домаћинства са 3 собе и више                                                         | 2633     |
| 170 | Појединачна домаћинства која имају електрично светло                                             | 3972     |
| 171 | Појединачна домаћинства која немају електрично светло                                            | 684      |
| 172 | Појединачна домаћинства која имају водоводну воду у стамбеном простору                           | 2010     |
| 173 | Појединачна домаћинства која немају водоводну воду у стамбеном простору                          | 2644     |
| 174 | Појединачна домаћинства која имају тоалет                                                        | 4441     |
| 175 | Појединачна домаћинства која имају канализацију                                                  | 1850     |
| 176 | Појединачна домаћинства која немају канализацију                                                 | 2784     |
| 177 | Појединачна домаћинства која имају електрично светло, довод воде из јавне мреже и канализацију   | 1092     |
| 178 | Појединачна домаћинства без икаквих услова                                                       | 559      |
| 179 | Појединачна домаћинства која имају радио                                                         | 3461     |
| 180 | Појединачна домаћинства која имају телевизор                                                     | 2700     |
| 181 | Појединачна домаћинства која имају фрижидер                                                      | 1891     |
| 182 | Појединачна домаћинства која имају машину за веш                                                 | 805      |
| 183 | Појединачна домаћинства која имају аутомобил или комби                                           | 645      |
| 184 | Појединачна домаћинства која имају рачунар                                                       | 339      |
| 185 | Појединачна домаћинства која имају фиксну телефонску линију                                      | 458      |
| 186 | Појединачна домаћинства која имају мобилни телефон                                               | 958      |
| 187 | Појединачна домаћинства која имају приступ интернету                                             | 139      |